# Peter Nielsen (1795–1860)
Nicolai Peter Nielsen, född den 28 juni 1795 i Frederiksborg, död den 13 mars 1860 i Köpenhamn, var en dansk skådespelare och regissör. Han var från 1834 i sitt andra gifte gift med Anna Nielsen.
Nielsen debuterade 1820 på Det Kongelige Teater, där han sedan med avbrott för 1854-56 var anställd, 1829-49 också som regissör. Nielsen, som 1855 fick professors titel, gästspelade med stor framgång i det övriga Norden, i Stockholm 1857 och 1858. Han gjorde storslagen och gripande verkan, bland annat som Kung Lear, Macbeth och Hakon Jarl. 

## Utmärkelser
- Riddare av Dannebrogorden,  1850[3]
- Dannebrogsmännens hederstecken,  1854[3]

[Redigera Wikidata]